# Renault Modus
La Renault Modus è una autovettura monovolume di segmento B prodotta dalla casa automobilistica francese Renault dal 2004 al 2013.

## Storia e profilo

### Debutto
La Modus nacque nel 2004 sullo stesso pianale da cui un anno dopo nascerà la terza generazione di Clio e sul quale si basava la Nissan Micra terza serie.

### Caratteristiche
Il ruolo commerciale svolto dalla Modus era duplice: in primo luogo doveva servire ad arginare il dilagare delle vendite di molte piccole moderne monovolumi, come la Opel Meriva e la Fiat Idea, le quali, essendo economiche ma sufficientemente spaziose, finirono per diventare un'alternativa economica alle monovolume di taglia media. La stessa Renault Scénic, fino a poco tempo prima un best seller nella sua categoria, all'inizio degli anni duemila stava accusando una sensibile flessione nelle vendite, proprio a causa dell'ingresso sul mercato di tali piccole monovolume.
In secondo luogo la Modus dovette proporsi come alternativa alla Renault Twingo tra le piccole monovolume Renault, un modello che ormai cominciava a sentire il peso degli anni. Inoltre, la piccola monovolume francese non era impostata come le rivali degli anni 2000, ma peccava in alcuni aspetti, primo fra tutti la limitata altezza del corpo vettura, che penalizzava gli occupanti più alti. Per questo stesso motivo, la Casa della Losanga stava progettando proprio in quel periodo una nuova edizione della Twingo, che per non sovrapporsi alla Modus stessa venne proposta con una classica carrozzeria da utilitaria di segmento A.
La linea della Modus si presentava con spigoli e rotondità. Le differenze erano ben visibili tra il frontale, più spigoloso specie nei gruppi ottici e la coda, più tondeggiante. Il corpo vettura era piuttosto alto, per agevolare anche le persone di statura maggiore. Lunga 379 cm, la Modus si propose come una delle più compatte nella sua categoria. Le sue ampie superfici vetrate ne garantivano luminosità e visibilità in manovra. 
Al suo debutto la Renault Modus venne prevista in cinque motorizzazioni, tre a benzina e due gasolio:
- 1.2 16v: motore di base da 1149 cm3 con potenza massima di 75 CV;
- 1.4 16v: motore da 1390 cm3 con potenza massima di 98 CV;
- 1.6 16v: motorizzazione di punta da 1598 cm3 con potenza massima di 110 CV;
- 1.5 dCi: motore turbodiesel con iniezione diretta e tecnologia common rail, della cilindrata di 1461 cm3 e in due livelli di potenza, 65 e 82 CV.

Non mancarono motorizzazioni specifiche a seconda dei mercati di destinazione: per esempio, in Germania il 1.4 16v non venne previsto e al suo posto venne invece proposto un 1.6 16v da 88 CV, mentre il 1.5 dCi venne portato da 82 a 86 CV. 
In ogni caso, il cambio era di tipo manuale a 5 marce su tutta la gamma. A richiesta era possibile avere un cambio automatico a 4 rapporti in abbinamento al motore 1.6 16v.

### Carriera commerciale
La produzione venne avviata presso lo stabilimento Renault di Valladolid. La Modus è la prima vettura compatta a guadagnare le cinque stelle nel crash test EuroNCAP. Le sue principali concorrenti erano la Fiat Idea, la Ford Fusion, la Honda Jazz, la Hyundai Matrix, la Lancia Musa, la Mazda 2, la Mitsubishi Space Star, la Nissan Note (con cui condivide la meccanica), la Opel Meriva e la Peugeot 1007. Un primo aggiornamento alla gamma si ebbe nell'aprile del 2005, quando i motori diesel e il 1.6 a benzina ricevettero alcune migliorie e la loro potenza crebbe leggermente. In più, vi fu l'arrivo di una terza motorizzazione diesel, sempre basata sul già noto 1.5 dCi, ma con potenza portata a 106 CV e con cambio manuale a 6 marce. Pochi mesi dopo, a settembre, venne introdotto il cambio sequenziale a 5 rapporti come optional in abbinamento al motore 1.2 16v o, dove previsto, in abbinamento al motore 1.5 dCi da 86 CV.  
Un leggerissimo restyling si ebbe già nel 2006 e consistette fondamentalmente nell'aggiornamento delle plastiche degli indicatori di direzione, ora trasparenti e non più di color arancio. Nessuna variazione nella gamma motori. Nella primavera del 2007 il 1.4 16v venne sostituito da un 1.2 TCE da 101 CV, uno dei primi esempi di downsizing ottenuto diminuendo la cilindrata e montando un turbocompressore. Contemporaneamente, il 1.6 16v divenne ordinabile esclusivamente con cambio automatico a 4 rapporti.
All'inizio del 2008, la Modus venne ristilizzata in maniera più decisa con nuovi gruppi ottici anteriori e posteriori e altre modifiche di dettaglio. Nella stessa occasione ven lanciata la Grand Modus, cioè una versione a passo lungo della Modus, con una lunghezza portata a poco più di 4 metri, aumento che si tradusse in un maggiore spazio interno.  Alla fine del 2010 venne effettuato un altro piccolo aggiornamento che riguardò soprattutto gli esterni (fari e calandra) e l'omologazione Euro 5 dei motori. Per quanto riguarda i motori, venne cancellato dai listini il 1.5 dCi da 106 CV, mentre gli altri due motori diesel da 68 ed 86 CV passarono rispettivamente a 75 e 90 CV di potenza massima. Nella stessa occasione, la dotazione di serie divenne molto completa, specie nell'allestimento Night & Day, in cui vennero inclusi anche accessori come il controllo elettronico della stabilità e della trazione e i vetri oscurati. A metà 2011 gli allestimenti disponibili furono due, denominati Yahoo! e Live!. Quest'ultimo riprese la dotazione del precedente allestimento Night & Day, ma con in più gli interni in ecopelle/tessuto. Sempre nel 2011 il motore 1.2 TCe passò a 103 cv (76 kW).
La Modus e la Grand Modus vennero tolte di produzione alla fine del 2012, ma la vettura rimase in listino per altri mesi, fino all'estate del 2013.

### Tabella riepilogativa
Di seguito vengono riepilogate le caratteristiche relative alla gamma della Renault Modus, comprensiva anche delle versioni Grand Modus a passo allungato:
| Renault Modus (dal 2004) |        |            |                                           |                |               |                       |                    |              |                     |                    |                       |                    |
| Modello | Motore | Cilindrata | Alimentazione                             | Potenza CV/rpm | Coppia Nm/rpm | Cambio/ N°rapporti    | Massa a vuoto (kg) | Velocità max | Acceler. 0–100 km/h | Consumo (l/100 km) | Emissioni CO2/ (g/km) | Anni di produzione |
| Versioni a benzina |        |            |                                           |                |               |                       |                    |              |                     |                    |                       |                    |
| Modus 1.21 | D4F    | 1149       | Iniezione indiretta                       | 65/5500        | 105/4250      | Manuale 5 marce       | 1.120              | 163          | 15"                 | 5,9                | 140                   | 05/2005–12/20071   |
| Modus 1.2 16v | D4F    | 1149       | Iniezione indiretta                       | 75/5500        | 105/3500      | Manuale 5 marce       | 1.120              | 163          | 13"5                | 5,9                | 140                   | 08/2004-12/2012    |
| Grand Modus 1.2 16v | D4F    | 1149       | Iniezione indiretta                       | 75/5500        | 105/3500      | Manuale 5 marce       | 1.225              | 162          | 13"7                | 5,9                | 140                   | 01/2008-12/2012    |
| Modus 1.2 16v Quickshift | D4F    | 1149       | Iniezione indiretta                       | 78/5500        | 105/3500      | Aut.seq. 5 rapporti   | 1.165              | 167          | 15"                 | 5,6                | 134                   | 09/2005-12/2012    |
| Modus 1.2 TCe | D4FT   | 1149       | Iniezione indiretta + turbocompressore    | 100/5500       | 145/3000      | Manuale 5 marce       | 1.155              | 182          | 11"2                | 6                  | 139                   | 04/2007-12/2012    |
| Grand Modus 1.2 TCe | D4FT   | 1149       | Iniezione indiretta + turbocompressore    | 100/5500       | 145/3000      | Manuale 5 marce       | 1.235              | 182          | 11"4                | 6                  | 139                   | 01/2008-12/2012    |
| Modus 1.4 16v2 | K4J    | 1390       | Iniezione indiretta                       | 98/6000        | 127/3750      | Manuale 5 marce       | 1.160              | 177          | 11"4                | 7,1                | 160                   | 08/2004-03/20072   |
| Modus 1.6 16v (88 CV)1 | K4M    | 1598       | Iniezione indiretta                       | 88/5000        | -             | Manuale 5 marce       | 1.170              | 175          | 12"5                | 6,8                | 163                   | 08/2004-12/2006    |
| Modus 1.6 16v (110 CV) | K4M    | 1598       | Iniezione indiretta                       | 110/6000       | 151/4250      | Manuale 5 marce       | 1.170              | 188          | 10"3                | 7,2                | 163                   | 08/2004-09/2005    |
| Modus 1.6 16v (110 CV) | K4M    | 1598       | Iniezione indiretta                       | 113/6000       | 151/4250      | Manuale 5 marce       | 1.170              | 188          | 10"3                | 7,2                | 163                   | 09/2005-04/2007    |
| Grand Modus 1.6 16v3 | K4M    | 1598       | Iniezione indiretta                       | 113/6000       | 151/4250      | Manuale 5 marce       | 1.200              | 188          | 10"5                | 7,2                | 163                   | 01/2008-12/20123   |
| Modus 1.6 16v Aut. | K4M    | 1598       | Iniezione indiretta                       | 113/6000       | 151/4250      | Automatico 4 rapporti | 1.205              | 184          | 12"3                | 8                  | 179                   | 08/2004-12/20124   |
| Grand Modus 1.6 16v Aut. | K4M    | 1598       | Iniezione indiretta                       | 113/6000       | 151/4250      | Automatico 4 rapporti | 1.235              | 184          | 12"5                | 8                  | 179                   | 01/2008-12/2012    |
| Versioni a gasolio |        |            |                                           |                |               |                       |                    |              |                     |                    |                       |                    |
| Modus 1.5 dCi (65 CV) | K9K    | 1461       | Turbodiesel iniezione diretta common rail | 65/4000        | 160/2000      | Manuale 5 marce       | 1.180              | 156          | 15"9                | 4,9                | 125                   | 08/2004-04/2005    |
| Modus 1.5 dCi (68 CV) | K9K    | 1461       | Turbodiesel iniezione diretta common rail | 68/4000        | 160/1700      | Manuale 5 marce       | 1.180              | 158          | 15"3                | 4,9                | 125                   | 04/2005-10/2010    |
| Grand Modus 1.5 dCi (68 CV) | K9K    | 1461       | Turbodiesel iniezione diretta common rail | 68/4000        | 160/1700      | Manuale 5 marce       | 1.210              | 158          | 15"7                | 4,9                | 125                   | 01/2008-10/2010    |
| Modus 1.5 dCi (75 CV) | K9K    | 1461       | Turbodiesel iniezione diretta common rail | 75/4000        | 180/1700      | Manuale 5 marce       | 1.180              | 162          | 15"3                | 4,4                | 109                   | 10/2010-12/2012    |
| Grand Modus 1.5 dCi (75 CV) | K9K    | 1461       | Turbodiesel iniezione diretta common rail | 75/4000        | 180/1700      | Manuale 5 marce       | 1.210              | 162          | 15"3                | 4,4                | 109                   | 10/2010-12/2012    |
| Modus 1.5 dCi (82 CV) | K9K    | 1461       | Turbodiesel iniezione diretta common rail | 82/4000        | 185/2000      | Manuale 5 marce       | 1.185              | 168          | 13"4                | 4,8                | 119                   | 08/2004-04/2005    |
| Modus 1.5 dCi (86 CV) | K9K    | 1461       | Turbodiesel iniezione diretta common rail | 86/4000        | 185/2000      | Manuale 5 marce       | 1.185              | 172          | 13"                 | 4,6                | 119                   | 04/2005-10/2010    |
| Grand Modus 1.5 dCi (86 CV) | K9K    | 1461       | Turbodiesel iniezione diretta common rail | 86/4000        | 185/2000      | Manuale 5 marce       | 1.210              | 171          | 13"4                | 4,6                | 119                   | 01/2008-10/2010    |
| Modus 1.5 dCi (90 CV) | K9K    | 1461       | Turbodiesel iniezione diretta common rail | 90/4000        | 200/1750      | Manuale 5 marce       | 1.180              | 174          | 13"                 | 4,4                | 109                   | 10/2010-12/2012    |
| Grand Modus 1.5 dCi (90 CV) | K9K    | 1461       | Turbodiesel iniezione diretta common rail | 90/4000        | 200/1750      | Manuale 5 marce       | 1.230              | 174          | 13"2                | 4,4                | 109                   | 10/2010-12/2012    |
| Modus 1.5 dCi (106 CV) | K9K    | 1461       | Turbodiesel iniezione diretta common rail | 106/4000       | 240/2000      | Manuale 6 marce       | 1.200              | 186          | 11"2                | 4,9                | 124                   | 04/2005-10/2010    |
| Grand Modus 1.5 dCi (106 CV) | K9K    | 1461       | Turbodiesel iniezione diretta common rail | 106/4000       | 240/2000      | Manuale 6 marce       | 1.230              | 186          | 11"6                | 4,9                | 124                   | 01/2008-10/2010    |
| Note: 1Solo per il mercato tedesco 2Non per il mercato tedesco 3La Grand Modus 1.6 16v con cambio manuale a 5 marce era disponibile solo in alcuni mercati, come ad esempio quello italiano 4Fino all'aprile 2007, il cambio automatico era solo optional a richiesta in alternativa al 1.6 16v con cambio manuale, dopodiché divenne di serie, salvo alcune eccezioni (vedi nota 3) |        |            |                                           |                |               |                       |                    |              |                     |                    |                       |                    |